# Happy Contract
「Happy Contract」（ハッピー・コントラクト）はアンジェリカのダウンロード配信限定シングル第1弾。2008年12月23日配信開始。配信元はKIZUNA JAPAN。作詞、作曲はアンジェリカ。
本人が出演するテレビ神奈川『主役はYOU・友・遊』、ちばテレビ/テレビ埼玉『よかにせどん de DON』、テレビ埼玉『おはよう SUN 3』の各番組内で放送される、ミニドラマ「宇宙星人アンちゃん」のエンディング・テーマ曲。
カラオケはJOYSOUNDから配信されている（曲番号 178654）。
同時配信曲に「みんな誰かの運命の人」がある。